# Micropentila triangularis
Micropentila triangularis är en fjärilsart som beskrevs av Aurivillius 1895. Micropentila triangularis ingår i släktet Micropentila och familjen juvelvingar. Inga underarter finns listade i Catalogue of Life.